# Maria Konnikova
Maria Konnikova (Moscú, Rusia, 1984) es una escritora ruso - estadounidense con un doctorado en psicología en la Universidad de Columbia. Ha trabajado como productora de televisión, ha colaborado en  varias revistas y publicaciones on line y ha escrito tres libros superventas del New York Times. Actualmente escribe sobre psicología y su aplicación a situaciones de la vida real.

## Infancia y Educación
De padres judíos, tenía cuatro años cuando su familia migró a los Estados Unidos instalándose en Boston, Massachusetts.
Después de graduarse en la Acton-Boxborough Regional High School en Massachusetts, Konnikova asistió a la Universidad de Harvard, donde se licenció  en Psicología y Escritura creativa. Mientras estudiaba en Harvard, fue asesorada por el psicólogo y conocido autor Steven Pinker.
Se doctoró en Psicología por la Universidad de Columbia en 2013. Su tesis fue dirigida por Walter Mischel.

## Carrera

### Escritura
Recién licenciada trabajó como productora para Charlie Rose Show, donde ayudó a montar la sección "Brain Series". Mientras trabajaba allí, escribió la columna "Literally Psyched" para Scientific American  y el blog de psicología "Artful Choice" para Big Think. En abril de 2013 publicó por primera vez un artículo en The New Yorker ,  donde continúa escribiendo regularmente sobre psicología y ciencia.
El primer libro de Konnikova, Mastermind: How to Think Like Sherlock Holmes, fue publicado en enero de 2013 por Viking Press / Penguin Group, convirtiéndose en un éxito de ventas del New York Times y siendo traducido a 17 idiomas. Conocía el personaje de Sherlock Holmes desde pequeña, cuando su padre le leía las historias de Arthur Conan Doyle
Su segundo libro, The Confidence Game, publicado por la misma editorial, se colocó en la lista de libros más vendidos del New York Times en febrero de 2016 en la categoría de crimen y castigo y en la lista de libros de no ficción más vendidos en Canadá. 
Su tercer libro, The Biggest Bluff, fue publicado el 23 de junio de 2020 por Penguin Press; había firmado el contrato en marzo de 2017 y envió el manuscrito en octubre de 2019. En él hace una inmersión en el mundo del póker y explora el papel del azar en la vida cotidiana.
Konnikova hace apariciones regulares en el podcast The Gist en su propio espacio llamado "¿Eso es una mierda?". A principios de 2017, publicó un podcast de 10 capítulos sobre estafadores y las vidas que arruinan, llamado The Grift. 

### Póker
Konnikova se interesó por el póker después de leer el trabajo de John von Neumann sobre teoría de juegos. Ella lo considera una forma de examinar las respuestas de la mente a las condiciones que involucran tanto la habilidad como el azar. Konnikova declaró a The New York Times:"cuando comencé esto, no sabía cuántas cartas había en una baraja. Odio los casinos. No tengo ningún interés en los juegos de azar".
En el verano de 2016, se puso en contacto con Erik Seidel, que la entrenó para  lograr su objetivo de ser durante un año jugadora profesional de póker.
Su primer gran torneo fue el PokerStars 2017 en Montecarlo. Un año después, ganó el PCA National en el PokerStars Caribbean Adventure No-Limit Hold'em Championship, obteniendo 84.600$. Ganó también un Platinum Pass valorado en 30 000$ en el PokerStars Players Championship en 2019.
Después de la victoria de 2018, Konnikova decidió retrasar el trabajo en su libro, The Biggest Bluff, para competir en más torneos con apuestas más altas. Se dedicó al póker profesional a tiempo completo. A partir del verano de 2018, se afilió a PokerStars, una web de juegos en línea. Ese mismo año se convirtió  en "embajadora" de PokerStars, empresa que la patrocinó en torneos profesionales.
En noviembre de 2019, Konnikova y PokerStars  rompieron su relación laboral.

## Premios
- The Confidence Game recibió el premio Robert P. Balles 2016 del Comité de Investigación Escéptica.[24]
- Ganó The Best American Science and Nature Writing [25] por su artículo Altered Tastes, sobre Heston Blumenthal.[26]